# Hilbertova krivulja
Hilbertova krivulja je beskonačno gusta krivulja koju je opisao njemački matematičar David Hilbert 1891. godine. 

## Konstrukcija
Konstrukcija je potpuno ista kao i kod Peanove krivulje. Nulta i prva iteracija su zadane takve kakve jesu. Druga se iteracija tvori tako da se u prvoj iteraciji pronađe svaki segment sličan krivulji iz nulte iteracije i zamijeni se cijelom prvom iteracijom. Daljnja se konstrukcija može shvatiti na dva načina, iako je rezultat potpuno isti:
- n-tu iteraciju dobijemo ako u iteraciji br. n-1 svaki segment sličan krivulji iz nulte iteracije zamijenimo cijelom prvom iteracijom.
- n-tu iteraciju dobijemo ako u iteraciji br. n-1 svaki segment sličan krivulji iz iteracije br. n-2 zamijenimo cijelom iteracijom br. n-1.

Hilbertova krivulja nastaje nakon beskonačno mnogo iteracija.

### KoristećiL-sustav
- Početak: L
- Pravila:
  - L → + R F − L F L − F R +
  - R → − L F + R F R + F L −
- Značenje:
  - F = "crtaj naprijed"
  - - = "zakreni u smjeru kazaljke na satu za 90°"
  - + = "zakreni u smjeru suprotnom od smjera kazaljke na satu za 90°"

## Trodimenzionalna Hilbertova krivulja
Može se napraviti jednostavnom analogijom.
- nulta iteracija
- prva iteracija
- druga iteracija
- iteracije 0-3